# Brittany Ashton Holmes
Brittany Ashton Holmes (California, 27 de fevereiro de 1989) é uma atriz estadunidense.
Estreou na comédia The Little Rascals e logo a seguir, fez a série erótica da televisão Red Shoe Diaries. Ainda na televisão, trabalhou em Ellen. Em 1996, atuou nos filmes Death Benefit e Inhumanoid. Outro filme em que atuou no ano de 1996 foi Humanoids from the Deep. Em 2014, trabalhou em We Hate Paul Revere (telefilme).

## Ligação externa
- Brittany Ashton Holmes. no IMDb.